# Peter Bondra
Peter Bondra (* 7. února 1968, Luck, Ukrajinská SSR, SSSR) je bývalý slovenský profesionální hokejista, mistr světa z roku 2002.
Nastupoval na pozici útočníka.
Svoji profesionální kariéru zahájil v roce 1988 v týmu československé ligy VSŽ Košice. V roce 1990 byl draftován jako číslo 156 do týmu Washington Capitals, kam v témže roce přestoupil a kde hrál až do roku 2004. Následovalo angažmá v týmech Ottawa Senators a Atlanta Thrashers, ve svém posledním působišti v Chicagu hrál od podzimu 2006. V NHL odehrál celkem 1081 utkání, nastřílel 503 gólů a na dalších 389 přihrál, což ho řadí mezi nejúspěšnější Evropany v historii soutěže, je druhým nejlepším střelcem slovenského původu po Stanu Mikitovi.
Se slovenskou reprezentací získal zlatou medaili na mistrovství světa v roce 2002 a také bronz na mistrovství světa v roce 2003.
29. října 2007 na tiskové konferenci v Bratislavě oznámil ukončení aktivní kariéry a nástup do funkce generálního manažera slovenské reprezentace.

## Život

### Dětství
Jeho otec pochází z Jakuban v okrese Stará Ľubovňa. V roce 1947 se celá jeho rodina (měl šest sester) vystěhovala na Ukrajinu. On sám uvádí, že tam jeho otec odešel za prací, některé zdroje však tvrdí, že důvodem byla výměna obyvatelstva mezi Československem a SSSR. Vystěhované rodiny osídlovaly místa po volyňských Češích. Petrův otec si na Ukrajině našel manželku Nadeždu, která byla polské národnosti. Ani jeden z nich neměl vztah ke sportu. Spolu měli tři syny – Vladimíra, Juraja a Petra. Když měl Peter tři roky, jeho otec se vrátil i s rodinou na Slovensko, usídlili se v Popradě. Pracoval jako řidič mlékárenského automobilu, jeho manželka v zemědělském družstvu. Své rodné město navštívil jen jednou – jako desetiletý. Rodiče mu nikdy nevyřídili československé státní občanství, úmyslem bylo osvobodit jej od povinné základní vojenské služby. Jeho otec zemřel v roce 1982, po pozdním objevení zápalu slepého střeva.

### Rodina
Je ženatý a s manželkou Ľubou má tři děti – Petru, Davida a Nicholasa. Žijí v americkém státě Maryland v městečku Riva. Oba synové hrají aktivně lední hokej, nosí stejné číslo dresu jako jejich otec.

## Charita
Ve Washingtonu založil s českým spoluhráčem Michalem Pivoňkou charitativní nadaci Scoring for Children, oba za každý bod v zápase přispěli do nadace sumou 100 USD. Jej výtěžek byl určený na pomoc dětem.

## Klubový hokej
Je odchovancem Popradu, kde odehrál sezónu 1985/86 v 1. SNHL. V následujícím ročníku debutoval v československé lize jako hráč VSŽ Košice. V další sezóně 1987/88 pomohl tomuto mužstvu vybojovat titul československého mistra.

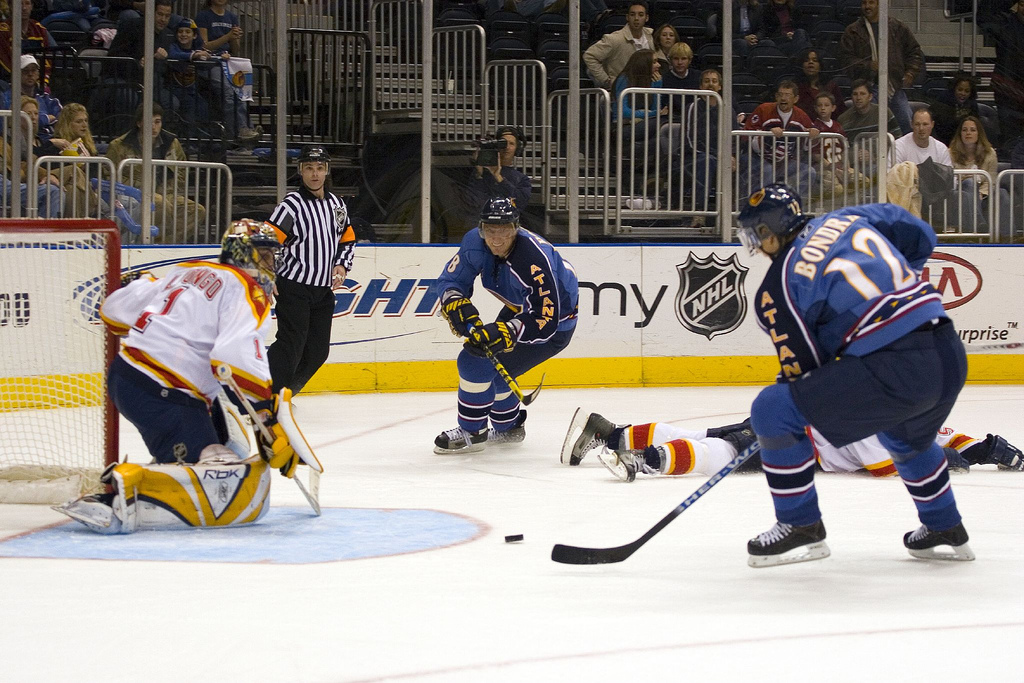
Bondra v drese Atlanty překonává Roberta Luonga

### Washington Capitals
V roce 1990 si ho vybral v úvodním draftu NHL tým Washington Capitals v 8. kole jako 158. v pořadí. Již v následující sezóně se dostal ve Washingtonu na led NHL a hned se dokázal prosadit. Celkem odehrál za tento klub 14 sezón, dvakrát se stal nejlepším střelcem celé NHL. Je držitelem dvanácti klubových rekordů, např. v počtu dosažený bodů (825), gólů (427), gólů v přesilovkách (137), vítězných gólů (73), gólů v oslabení (32) a hattricků (19). Jeho rekord v počtu gólů v přesilovkách byl překonán až 11. prosince 2013, kdy v zápase Washington Capital – Tampa Bay Lightning vstřelil 138. přesilovkový gól Alexandr Ovečkin.
5. února 1994 vstřelil pět gólů v zápase (z toho čtyři za 4 a čtvrt minuty).
Největší klubový úspěch zaznamenal v sezóně 1997/98, Washington se probojoval do finále Stanley Cupu, ve kterém podlehl Detroitu 0:4 na zápasy.
V průběhu ročníku 2003/04 se jeho klub dostal do vážných finančních problémů a začal se zbavovat nejdražších hráčů. Mezi nimi byl i Peter Bondra s ročním platem 4,5 mil. USD.

### Ottawa Senators
Washington vyměnil Bondru do klubu Ottawa Senators, na oplátku získali druhou volbu ve vstupním draftu NHL v roce 2005 a kanadského útočníka Brookse Laicha. V Senators odehrál zbytek sezóny. Před ročníkem 2005/2006 se stal volným hráčem.

### Atlanta Thrashers
Přestože o něj zpočátku jevil zájem jeho bývalý klub Washington Capitals, nakonec podepsal smlouvu s klubem Atlanta Thrashers se zaručeným příjmem jen 505 tisíc dolarů. Stal se spoluhráčem krajana Mariána Hossy. V 60 zápasech střelil 21 gólů a zaznamenal 18 asistencí.

### Chicago Blackhawks
Před následujícím ročníkem se stal volným hráčem, na kontrakt čekal až do prosince 2006, kdy se dohodl s klubem Chicago Blackhawks. Generální manažer klubu Dale Tallon ho označil za osvědčeného kanonýra a skvěle připraveného sportovce, který vnese do týmu rychlost a zkušenosti. Podle deníku Chicago Tribune měl podobný základní plat jako v Atlantě (500 tisíc), s bonusy 1,5 miliónu dolarů za sezónu. Hned v prvním zápase proti St. Louis Blues skóroval (v přesilovce 5:3) a od mety 500 gólů v NHL ho dělil jediný zásah.

### 500. gól
V prosinci 2006 v zápase proti Torontu střelil svůj 500. gól v NHL. Stal se 37. hráčem v historii, pátým Evropanem a druhým Slovákem (po Stanovi Mikitovi – ten však měl již kanadské občanství), který dosáhl tuto hranici. Bondra na to potřeboval odehrát 1050 zápasů v 16 sezónách.

### Zranění
V prosinci 2006 utrpěl zdánlivě menší zranění po střetu s Bradem Stuartem, které ho však poznamenalo až do konce sezóny. Pro přetrvávající bolesti vynechal několik zápasů a v dalších se na ledě objevil jen sporadicky. Z tohoto důvodu se nezúčastnil ani MS 2007.

### Reprezentační kariéra
Peter Bondra získal slovenskou státní příslušnost krátce před olympijskou kvalifikací v Sheffieldu (léto 1993), kde pomohl vybojovat účast Slovenska na olympiádě v Lillehameru 1994. Na tomto prvním významném mezinárodním turnaji slovenské reprezentace se však nezúčastnil kvůli klubovým povinnostem ve Washingtonu, protože NHL nebyla přerušená.
Reprezentoval na olympijských hrách v Naganu 1998 (ve dvou zápasech neúspěšné kvalifikační části) a ZOH 2006 v Turíně (5. místo). Z obou účastí na mistrovství světa si přivezl medaili – zlato z roku 2002 (Göteborg) a bronz z roku 2003 (Helsinki). Celkově odehrál za Slovensko 47 reprezentačních zápasů, ve kterých střelil 35 gólů.
Na světovém šampionátu 2002 byl nejlepším střelcem Slovenska, když ze 44 střel dal 7 gólů. V +/- hodnocení získal 12 plusových bodů. 100 sekund před koncem finálového zápasu s Ruskem střelil po přihrávce Žigmunda Pálffyho nejvýznamnější gól v historii slovenského hokeje, stanovil tak na konečných 4:3 a rozhodl tak o zlaté medaili pro Slovensko. Stal se nejlepším střelcem celého šampionátu a členem All Stars týmu.
Slovensko obsadilo na zimní olympiádě v Turíně 2006 páté místo. Po kvalitních výkonech v základní skupině, kterou vyhrálo bez ztráty bodu, bylo vyřazené v čtvrtfinále Českem. Peter Bondra odehrál všech 6 zápasů Slovenska. Zaznamenal 4 góly, stal se druhým nejlepším střelcem mužstva po Mariánovi Hossovi.

### Konec kariéry
29. října 2007 ohlásil v Bratislavě na tiskové konferenci ukončení kariéry, přičemž se stal generálním manažerem slovenské reprezentace.

## Ocenění a úspěchy
- 1993 NHL - All-Star Game
- 1995 NHL - Maurice Richard Trophy
- 1996 NHL - All-Star Game
- 1997 NHL - All-Star Game
- 1998 NHL - All-Star Game
- 1998 NHL - Nejvíce vstřelených vítězných branek
- 1998 NHL - Maurice Richard Trophy
- 1998 Slovensko - Zlatý puk
- 1999 NHL - All-Star Game
- 2002 Slovensko - Zlatý puk
- 2002 MS - All-Star Tým
- 2002 MS - Nejlepší hráč v pobytu na ledě +/-
- 2002 MS - Nejlepší střelec
- 2002 MS - Vítězný gól
- 2003 Slovensko - Zlatý puk
- 2016 Síň slávy IIHF

## Prvenství
- Debut v NHL - 5. října 1990 (Washington Capitals proti Pittsburgh Penguins)
- První gól v NHL - 17. října 1990 (New Jersey Devils proti Washington Capitals, americkému brankáři Chris Terreri)
- První asistence v NHL - 20. října 1990 (Washington Capitals proti New Jersey Devils)
- První hattrick v NHL - 28. listopadu 1990 (New York Rangers proti Washington Capitals)

## Klubové statistiky
| Sezóna       | Klub                   | Soutěž       |       | Základní část | Základní část | Základní část | Základní část | Základní část |    | Play off | Play off | Play off | Play off | Play off |
| Sezóna       | Klub                   | Soutěž       | Z     | G             | A             | B             | TM            | Z             | G  | A        | B        | TM       |          |          |
| 1986/87      | VSŽ Košice             | ČSHL         | 32    | 4             | 5             | 9             | 24            |               |    |          |          |          |          |          |
| 1987/88      | VSŽ Košice             | ČSHL         | 45    | 27            | 11            | 38            | 20            |               |    |          |          |          |          |          |
| 1988/89      | VSŽ Košice             | ČSHL         | 40    | 30            | 10            | 40            | 20            |               |    |          |          |          |          |          |
| 1989/90      | VSŽ Košice             | ČSHL         | 49    | 36            | 19            | 55            |               |               |    |          |          |          |          |          |
| 1990/91      | Washington Capitals    | NHL          | 54    | 12            | 16            | 28            | 47            | 4             | 0  | 1        | 1        | 2        |          |          |
| 1991/92      | Washington Capitals    | NHL          | 71    | 28            | 28            | 56            | 42            | 7             | 6  | 2        | 8        | 4        |          |          |
| 1992/93      | Washington Capitals    | NHL          | 83    | 37            | 48            | 85            | 70            | 6             | 0  | 6        | 6        | 0        |          |          |
| 1993/94      | Washington Capitals    | NHL          | 64    | 24            | 19            | 43            | 40            | 9             | 2  | 4        | 6        | 4        |          |          |
| 1994/95      | HC Košice              | SE           | 2     | 1             | 0             | 1             | 0             |               |    |          |          |          |          |          |
| 1994/95      | Washington Capitals    | NHL          | 47    | 34            | 9             | 43            | 24            | 7             | 5  | 3        | 8        | 1        |          |          |
| 1994/95      | Detroit Vipers         | IHL          | 7     | 8             | 1             | 9             | 0             |               |    |          |          |          |          |          |
| 1995/96      | Washington Capitals    | NHL          | 67    | 52            | 28            | 80            | 40            | 6             | 3  | 2        | 5        |          |          |          |
| 1996/97      | Washington Capitals    | NHL          | 77    | 46            | 31            | 77            | 72            |               |    |          |          |          |          |          |
| 1997/98      | Washington Capitals    | NHL          | 76    | 52            | 26            | 78            | 44            | 17            | 7  | 5        | 12       | 12       |          |          |
| 1998/99      | Washington Capitals    | NHL          | 66    | 31            | 24            | 55            | 56            |               |    |          |          |          |          |          |
| 1999/00      | Washington Capitals    | NHL          | 62    | 21            | 17            | 38            | 30            | 5             | 1  | 1        | 2        | 5        |          |          |
| 2000/01      | Washington Capitals    | NHL          | 82    | 45            | 36            | 81            | 60            | 6             | 2  | 0        | 2        | 2        |          |          |
| 2001/02      | Washington Capitals    | NHL          | 77    | 39            | 31            | 70            | 80            |               |    |          |          |          |          |          |
| 2002/03      | Washington Capitals    | NHL          | 76    | 30            | 26            | 56            | 52            | 6             | 4  | 2        | 6        | 8        |          |          |
| 2003/04      | Washington Capitals    | NHL          | 54    | 21            | 14            | 35            | 22            |               |    |          |          |          |          |          |
| 2003/04      | Ottawa Senators        | NHL          | 23    | 5             | 9             | 14            | 16            | 7             | 0  | 0        | 0        | 6        |          |          |
| 2004/05      | HK Aquacity ŠKP Poprad | SE           | 6     | 4             | 2             | 6             | 4             |               |    |          |          |          |          |          |
| 2005/06      | Atlanta Thrashers      | NHL          | 60    | 21            | 18            | 39            | 40            |               |    |          |          |          |          |          |
| 2006/07      | Chicago Blackhawks     | NHL          | 37    | 5             | 9             | 14            | 26            |               |    |          |          |          |          |          |
| Celkem v NHL | Celkem v NHL           | Celkem v NHL | !1081 | 503           | 389           | 892           | 749           | 80            | 30 | 26       | 56       | 60       |          |          |

## Reprezentace
| Rok                       | Tým                       | Soutěž                    | Z  | G  | A | B  | TM |
| ------------------------- | ------------------------- | ------------------------- | -- | -- | - | -- | -- |
| 1996                      | Slovensko                 | SP                        | 3  | 3  | 0 | 3  | 2  |
| 1998                      | Slovensko                 | OH                        | 2  | 1  | 0 | 1  | 25 |
| 2002                      | Slovensko                 | MS                        | 9  | 7  | 2 | 9  | 20 |
| 2003                      | Slovensko                 | MS                        | 8  | 3  | 2 | 5  | 6  |
| 2006                      | Slovensko                 | OH                        | 6  | 4  | 0 | 4  | 2  |
| Seniorská kariéra celkově | Seniorská kariéra celkově | Seniorská kariéra celkově | 28 | 18 | 4 | 22 | 55 |